# A.C. Lyles
A.C. Lyles, właśc. Andrew Craddock Lyles Jr. (ur. 17 maja 1918 w Jacksonville, zm. 27 września 2013 w Bel Air) – amerykański producent filmowy.

## Filmografia
- 1957: Short Cut to Hell
- 1964: Law of the Lawless
- 1967: Hostile Guns
- 1972: Noc lepusa
- 1979: A Christmas for Boomer